# 李光章
李光章（1959年—），臺灣省花蓮縣人，中華民國外交官、政府官員。畢業於臺灣省立花蓮師範專科學校、輔仁大學英國語文學系學士、夏威夷大学马诺阿分校企業管理碩士，曾任駐檀香山臺北經濟文化辦事處領事、外交部非洲司科長、駐捷克臺北經濟文化辦事處組長、外交部外交領事人員講習所副所長、外交部歐洲司長、駐荷蘭台北代表處大使銜代表、駐美國臺北經濟文化代表處大使銜副代表、外交部機要事務辦公室主任秘書、駐紐約臺北經濟文化辦事處大使銜處長等職務。現任財團法人臺灣民主基金會副執行長。

## 求學
李光章國中畢業後，以榜首考取台灣省立花蓮高級工業職業學校，但為了減輕家計負擔，選擇就讀全額公費的臺灣省立花蓮師範專科學校，於1979年以全校四育總成績第一名畢業，分發至台北縣埔墘國小教學。在執教4年後，選擇從事外交工作。:26其後就讀天主教輔仁大學英國語文學系，於1985年取得文學士學位。留學美國夏威夷大學馬諾阿分校後，亦於1993年獲企業管理碩士學位。

## 職業生涯
2010年4月，對於臺灣死刑存廢問題可能影響向欧洲联盟申請免簽證待遇，外交部歐洲司副司長李光章表示，台灣爭取免簽證待遇與死刑存廢問題不會有直接關連，但其實仍造成阻力。並表示，設法讓成員國瞭解台灣政府是依法行政，會持續與成員國以及一部分歐洲議會議員溝通說明、減少阻力，希望不會與台灣免簽證案有直接連結。
2013年9月，荷蘭榮光聯誼會舉辦慶祝軍人節聯歡餐會，駐荷蘭代表李光章應邀出席致詞，但台灣媒體事後報導「荷蘭榮光會在紀念九一八事變時，高喊『兩岸團結、早日促進兩岸完成統一』，外交部駐荷蘭代表李光章也與會合影。」駐荷蘭代表處澄清，當日榮光會並未舉辦有關紀念九一八事變的活動，以及無任何談及兩岸促進統一的言論。
2014年12月，駐荷蘭代表李光章應邀出席荷蘭全國城市盃足球賽，並與恩多芬市長范海蘇夫婦、鹿特丹市長阿包達勒會面。
2019年12月，在外交部主任秘書李光章的見證下，由荷蘭駐台灣代表紀維德完成《臺荷度假打工瞭解備忘錄》異地簽署儀式。於2020年4月生效。
2020年7月，對於2019冠状病毒病疫情在美國擴散，駐紐約辦事處長李光章代表政府向紐約中華公所的華埠兒童培護中心與華僑學校捐贈1萬片台灣生產的口罩，協助對抗疫情。
2020年9月，駐紐約辦事處長李光章與美國常駐聯合國大使克拉夫特共進午餐，克拉夫特表示，兩人會面是「歷史性」，自己支持美國總統川普強化美台雙邊關係，並期待與總統蔡英文會面。還提到美國會幫助台灣在不同的方式下參與聯合國，包括重返世界卫生组织（WHO）。對此，中華民國外交部感謝美國持續以實際行動支持台灣的國際參與；中華人民共和國常駐聯合國副代表耿爽則向美國提出嚴正交涉，此舉違反「一個中國原則」、「中美三个联合公报」以及《聯合國大會第2758號決議》，表示強烈不滿與堅決反對。
2022年3月，臺灣與美國外交官員在華盛頓會面，對於臺灣擴大參與联合国系统與其他國際論壇等事宜進行討論，另就公共卫生、环境保护、发展援助等全球性議題交換意見。由中華民國外交部主任秘書徐儷文、國際組織司長吳尚年、駐美國代表蕭美琴、副代表王良玉、駐紐約辦事處長李光章、駐日內瓦辦事處長蘇瑩君，以及美國國務院國際組織局助理國務卿席森、副助理國務卿庫克（Nerissa Cook）與珍·李（Jane Rhee）、亚太经济合作组织（APEC）資深官員莫雷（Matt Murray）、美國在台協會執行理事藍鶯等人員與會。
2024年9月，財團法人臺灣民主基金會召開董事会，其中兩名副首席执行官由民主進步黨推薦，分別為前駐紐約辦事處長李光章、前駐印度副代表陳牧民。